# هانس تتزنر
هانس تتزنر (هلندی: Hans Tetzner؛ ۹ ژوئن ۱۸۹۸ – ۱۷ فوریه ۱۹۸۷) بازیکن فوتبال اهل هلند بود.
از باشگاه‌هایی که در آن بازی کرده‌است می‌توان به اشاره کرد.
وی همچنین در تیم ملی فوتبال هلند بازی کرده‌است.